# Lingua sarda logudorese
Il sardo logudorese (nome nativo sardu logudoresu o logudoresu) è una delle due tradizionali partizioni ortografiche della lingua sarda (l'altra è il sardo campidanese), originaria della regione del Logudoro nella parte centro-settentrionale della Sardegna, abitata da circa 400.000 abitanti. Il codice ISO 639-3 è "src".

## Diffusione
Nella denominazione di logudorese si suole comprendere un gruppo di dialetti della lingua sarda, quali il logudorese settentrionale, il logudorese comune e il nuorese. Le prime due hanno subito maggiori evoluzioni dal Logudorese parlato nel Medioevo in parte per uno sviluppo autonomo, in parte per i contatti con il castigliano (portato dai conquistatori spagnoli) e con gli idiomi sardo-còrsi (gallurese e sassarese) parlati nell'estremo nord dell'isola. Il logudorese settentrionale e in parte anche quello comune hanno costituito la matrice linguistica del logudorese letterario, il quale è una sorta di koinè poetica che assumeva elementi di diversi dialetti del logudoro, fondendoli assieme. I dialetti nuoresi è tradizionalmente considerata la più conservativa delle varianti della lingua sarda e di tutte lingue neolatine, la più simile cioè al latino. Tratto caratteristico di tutte le varianti logudoresi è la conservazione del suono velare di C e G anche davanti a vocale: per cui (LA)  Caelum > (SC)  Chelu (grafia italiana) / Quelu (grafia iberica)(pronuncia: kelu).
L'area su cui si estende è priva di città di oltre 50.000 abitanti e, come tutte le aree rurali della Sardegna, in forte depauperamento demografico, a vantaggio di città costiere quali Olbia (l'unica originariamente logudoresofona), Sassari, Alghero, Cagliari, Quartu Sant'Elena. Questi centri, assieme ai comuni costieri della Gallura e a Porto Torres, accolgono quindi un gran numero di abitanti originari delle suddette aree. Nel complesso, in base a una ricerca del 2006 della Sardegna il logudorese risulta capito da 553.000 persone circa e parlato da 330.000 persone circa.

## Caratteristiche
Le varietà sarde orbitanti attorno al modello ortografico logudorese sono state spesso considerate quelle di maggiore prestigio, in virtù di un'importante tradizione letteraria che ha avuto inizio nel XV secolo e anche in virtù di una sua presunta maggiore conservatività e vicinanza al latino. La tradizione poetica logudorese, pur essendo nata come poesia elevata grazie all'opera di Girolamo Araolla e basandosi su schemi metrici tipici della poesia colta (come l'ottava rima), ha avuto a partire dal Settecento una particolare diffusione anche nella poesia popolare e semicolta. A livello parlato il logudorese si distingue in numerose sottovarianti che si discostano dal logudorese letterario sia a livello fono-morfologico che a livello lessicale: infatti la lingua della poesia sino dalla sua origine è stata ricchissima di iberismi e italianismi, molti dei quali non vengono utilizzati nel logudorese d'uso comune. Il logudorese letterario non è mai stato molto fermo nella grafia e si riscontrano importanti differenze da un secolo all'altro. In particolare dalla metà del Settecento si andò attuando una progressiva italianizzazione ortografica, soppiantando gli usi grafici dell'epoca spagnola, in particolare nella scrittura delle consonanti velari /ɣ/ e /k/. Il logudorese letterario non fu utilizzato solo da poeti e autori provenienti dal Logudoro, ma anche di altre aree linguistiche della Sardegna, i quali spesso integrarono tale codice letterario inserendovi elementi lessicali e morfologici propri delle loro varianti. Nell'Ottocento lo Spano elaborò una teorizzazione approfondita del logudorese letterario come lingua di cultura nella sua Ortographia Sarda Nationale. Il modello logudorese si è provvisto di altri dizionari, come quello pubblicato dall'etnologo Enzo Espa.
Numerosi linguisti ritengono che il nuorese, nel suo complesso, sia il dialetto della lingua sarda con maggiori elementi di originalità e arcaicità e che sia anche quello più simile al latino; questa convinzione è stata però ripetutamente messa in discussione in questi ultimi dieci anni. Altre analisi linguistiche sostengono comunque che i dialetti nuoresi siano più vicini all'italiano rispetto a quelli campidanesi non, ovviamente, per via di un inesistente influsso dell'italiano su di essi, ma proprio in virtù di un minore distaccamento dal latino sia del nuorese che dell'italiano; d'altro lato, viene anche sostenuto che i prestiti dall'italiano siano circa il 7% in ogni dialetto del sardo, senza variazioni di rilievo tra una varietà e l'altra. I dialetti logudoresi e nuoresi nel complesso appaiono comunque tra loro maggiormente disomogenei, anche per ragioni di natura geografica, rispetto ai dialetti dell'area linguistica campidanese, che manifestano maggiore uniformità.
Lo standard sardo sperimentale, adottato nel 2006 dalla Regione Autonoma della Sardegna e denominato Limba Sarda Comuna, è basato a livello morfologico soprattutto sul logudorese letterario, seppure se ne discosti in alcuni importanti aspetti, oltre ad accogliere il lessico patrimoniale di tutte le varianti della lingua sarda, gli articoli e pronomi tipici delle varianti meridionali usati insieme a quelli settentrionali e rigettare molti italianismi penetrati nel logudorese poetico attraverso i secoli.

## Logudorese
Il sottogruppo logudorese si caratterizza per la sonorizzazione (e spirantizzazione) delle occlusive sorde tra vocali, anche in fonosintassi: così K>/g/ (dege, luge, page, (b) oge<VOCE(M), inoge<IN-HOCE, ruge<CRUCE(M), ogru<OCLU<OCULUM, su cane pron. su gane con "g" velare fricativa, simile alla "g" spagnola di "gato", e non velare occlusiva come quella italiana di "gatto" ), P>/b/ su pane pron. su bane, sa petta pron. sa betta, anche in questi casi si tratta di una "b" diversa da quella italiana di "Bari" (occlusiva) e invece vicina alla "b" o "v" spagnola di "Barcelona" o "Valencia" (fricativa), e T>/d/ (andadu, bida<VITA(M), roda, tzitade, sa terra pron. sa derra, con "d" che, quando a inizio di parola e scritta "t", è una consonante fricativa sonora apicoalveolare, ottenuta sfiorando soltanto con la lingua gli incisivi superiori, diversamente dalla "d" dell'italiano che, come nel caso di "g" e "b", è occlusiva); inoltre per il passaggio da TH a /tt/ o /.t-/ (pratha>pratta, thithula>tittula, puthu>puttu, petha>petta, marthu>martu), da LJ a gl (trabagliare), e da NJ > gn (Sardigna).

### Logudorese settentrionale

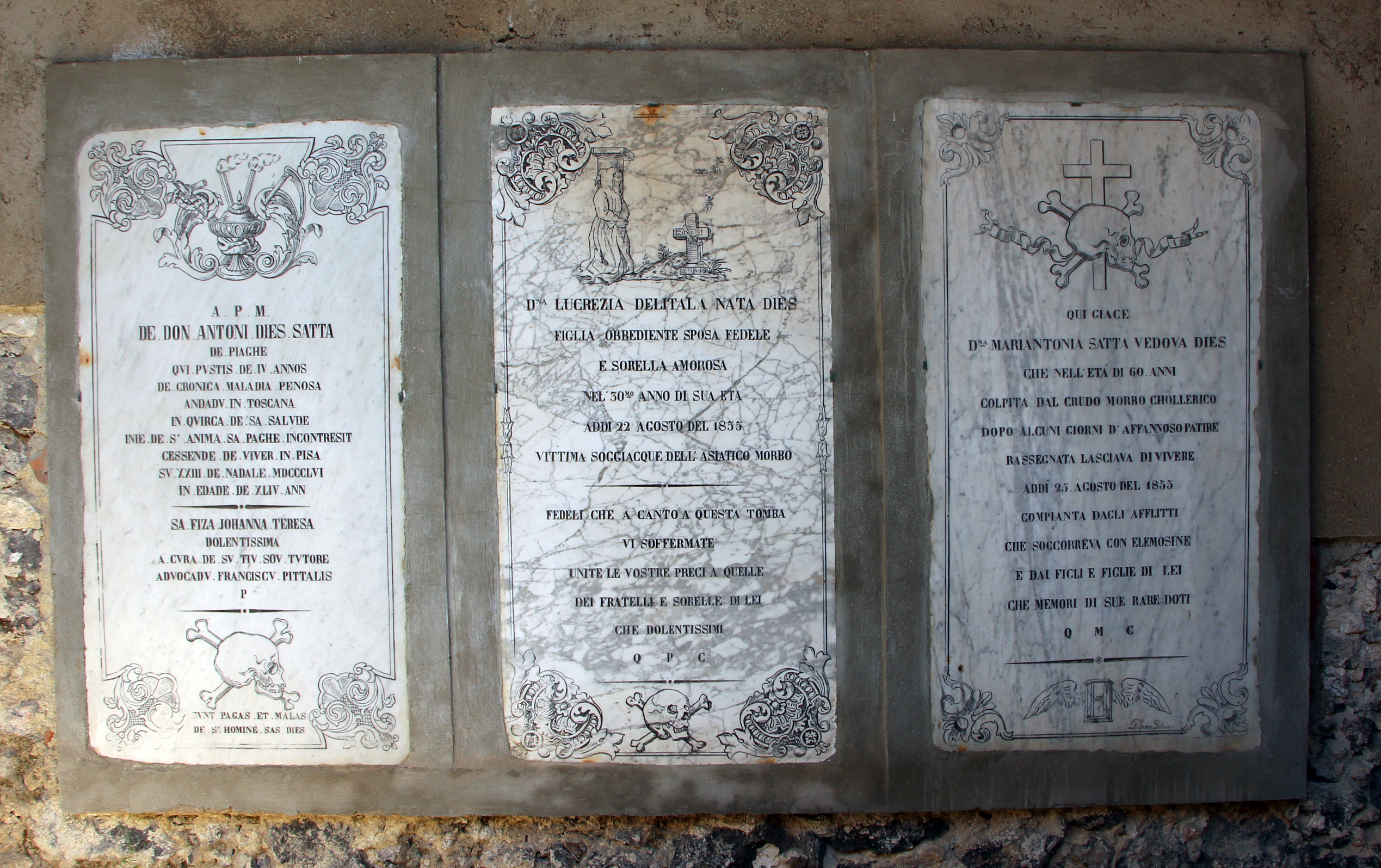
Lapidi ottocentesche nel camposanto di Ploaghe. Quella di sinistra è in logudorese

Il logudorese settentrionale (parlato nel Meilogu, nel Coros, in Anglona e nel Monte Acuto a Ozieri, Bonnanaro, Chiaramonti, Ittiri, Mores, Olmedo, Ossi, Cargeghe, Ploaghe, Sennori, Muros, Tissi, Thiesi, Uri, Usini, Laerru, Bulzi, Nulvi, Perfugas, Borutta, Martis, Ardara, Florinas, Banari, Siligo, in Planargia a Montresta, Bosa, Suni, Tinnura, Flussio, Sagama, Magomadas, Tresnuraghes e Sindia) che presenta la conservazione di -l- prima di vocale (albu, altu, calchina, soldadu) e anche nei nessi -pl-, -cl- e -fl- che normalmente si mutano in -pi-, -ch-, -fi- anche per influenza dell'italiano e del gallurese-sassarese (ant. plòere>piòere, ant. platha>piatta, ant. plùs>piùs, ant. clesia>cheja, ant. flore>fiore, ant. Plovake>Piage, Florinas>Fiolinas); sotto influenza del sassarese il fenomeno del lambdacismo e pronuncia -lšt- (per i gruppi -lth-, -sth-, -rth-) o -lšč- (per i gruppi -lk-, -sk-, -rl-) nella vasta zona di Sassari fino a Villanova Monteleone, Torralba, Nughedu San Nicolò, Tula e Perfugas, mentre a Osilo, Bosa, nel vicino gallurese (Oschiri, Berchidda, Luras, Monti, Padru, Buddusò, Alà dei Sardi, Olbia) e nel resto si ha il passaggio di r>l (saldu, polcu, kelveddu, Saldigna); il gerundio in -ende (andende, nende, fattende), maggiori influenze del castigliano (oju e non ogru), mentre nel basso Meilogu e in Planargia -ende/-inde (andende, faginde) e -j->-ĝĝ- (oju>oĝĝiu, cojuare>coĝĝiuare).
Discorso a parte merita Bonorva, denominata da Giovanni Spano la Siena sarda, per la purezza della Lingua sarda logudorese che viene parlata nel paese, dove si pronuncia come si scrive.

### Logudorese centrale o comune
Il logudorese centrale o comune (parlato nel Marghine, nel Montiferru fino alla zona di transizione di Guilcier e del basso Montiferru ( Bonarcado e Seneghe ), nel Goceano e nel Monteacuto ad Anela, Bono, fino in alta Baronia, dove è parlato a Torpè, Posada e parte del comune di Budoni, quest'ultimo bilingue), presenta come caratteristiche generali il rotacismo di -l- (arbu, artu, carkina, sordadu, pròere, frore, sardu, portu, kerbeddu) e il gerundio in -ande/-inde (andande, nande, faginde, liĝĝinde), -ende nel Goceano, Torpè e Posada. Risentono di influenze campidanesi il Marghine meridionale (-tt->-tz-: pratza, tzìntzula, putzu, petza, martzu, -adu>-au) e soprattutto i dialetti di transizione della fascia di Bonarcado, Abbasanta, Aidomaggiore, Sedilo, che sono stati assunti quale base per la Limba Sarda Comuna (LSC) (-ll- o invece di -z- da LJ: callente (o caente), non cazente; in alcuni centri anche /d:ž/ invece di /d:z/ da sp. J /ž/: fiĝiu non fizu, oĝiu non ozu; il gruppo LL>ll (traballare, bellu), e che per alcune di queste caratteristiche riflettono la condizione originaria dell'isola; mentre a Silanus, Bortigali, Bolotana, Lei e Noragugume sono percettibili influssi nuoresi. Sempre nel Marghine e Goceano sotto influenza delle parlate nuoresi, nell'incontro tra due parole, la consonante s può variare in r: questo avviene con le lettere b-, d-, f-, g-, m-, n-, v-, z- (sas domos>sar domos, est bellu>er bellu, cosas betzas>cosar betzas).

## Nuorese
Il sottogruppo Nuorese si caratterizza per la maggiore conservatività e arcaicità, tra cui la conservazione della C>/k/ (centum > kentu, decem > deke, pacem > pake, vocem > voke/boke, *in hoc > inoke), la conservazione della P>/p/ (sapa > sapa, cf. saba nel Logudorese), e la conservazione della T>/t/ (latus > latu, cf. ladu nel Logudorese). Del suono -/θ/- anche se in via di estinzione (pratha, thinthula, puthu, petha, marthu) nonché la conservazione del gruppo RI>rj (ianuarius > jannàrju, februarius > frebàrju), del gruppo LJ>ll (*tripaliare > traballare) e NJ>nn (Sardinia > Sardinna); TJ>ss (iustitia > justissia), il gerundio in -nde (mandicande, muttinde, fakende).
A sua volta il sottogruppo si può ancora suddividere.

### Nuorese e Baroniese
Il nuorese (parlato a Nuoro e dintorni, Oniferi, Orune, Orani, Orotelli, Sarule, Ottana,Dorgali) e il baroniese (parlato a Bitti, Onanì, Lula, e in Baronia a Lodé,Irgoli, Loculi, Onifai, Orosei, Siniscola, Galtellì) comprendono per diversi aspetti le caratteristiche più arcaiche e conservative declinate differentemente.
- nel Nuorese mantiene le interlocaliche  -v->-b- (trabu, nibe, nobe, cubare, ma taula, nue, diaulu) e -g- (agustu, nigeddu, anche per ipercorrezione in aera>agera, ruere>rugere, ruina>rugina), mentre le baroniese persistono alcune arcaicità (ruere>rugere,   aera>agera ma ruina/ruinare, nie , austu, nieddu, taula, ecc.
- -adu>-atu> -au: 
  - In baroniese istatu, tancatu,  vèitu  ,  e al femminile istata, tancata, vèita (Orosei) / vènnita
  - Nel nuorese invece istau, tancau, bènniu,  ma al femminile istada, tancada, bènnia
  - Mentre ad Orune e Orotelli tende a -adu, come nella maggior parte del logudorese;
- in Baronia si ha la conservazione della -v- (voke, vinti, ventu, verveke, Vitzi 'Bitti') che nelle altre zone vira più genericamente a -b- (boke, binti, bentu, berbeke);
- A Orune, Bitti, Lula, Galtellì e Bonorva -nd->-nn- (canno, annanne) come a Lollove;
- -th- come [θ]  è ancora presente, tuttavia si registra in esaurimento verso -tz- o -tt- a seconda dell’areale, oppure nelle giovani generazioni (pratha/pratza/pratta, thinthula/tzitzula/tintula, puthu/putzu/puttu, petha/petza/petta, marthu/martzu).
- La frazione Lollove di Nuoro presenta a sua volta elementi di maggiore arcaicità e di vicinanza con Orunese e Dorgalese (dovuta anticamente all'essere adiacente al vecchio borgo di Isalle) rispetto al dialetto urbano e tende a essere più dolce; questa variante del nuorese ha diversità nei lemmi (manneddu/mannoi per nonno anziché il nuorese jàiu) (cana anziché archione per "roncola").
- Nelle zone interne del Monte Albo kèrjo>kèglio.
- I dialetti di Dorgali, Galtellì e Orosei tendono invece al modello barbaricino pur non presentandone la fonetica, difatti si presentano caratteristiche tipiche della parlata montana, come l'elisione della -f-.
- Dorgali presenta alcune caratteristiche fonetiche distintive rispetto alla restante Baronia, che lo accomuna come parlata di mezzo tra baroniese e barbaricino, smarcandosi dal nuorese propriamente detto. Per esempio il suono -s-> -š-, più duro del sc italiano.  (iskire/ishire> išhire). Inoltre, il dorgalese ha l'aspirata [χ] (anche realizzata [ɦ]) per /k/, ad es.: akere "fare" pron. [ˈaχɛrɛ] (nella stessa posizione, i dialetti barbaricini hanno il colpo di glottide: cfr. olianese e orgolese [ˈaʔɛrɛ]).[23]
- A Ottana sono presenti influenze dal campidanese (-th->-tz-: petza, martzu, Otzana) e dal logudorese (K>/g/: fakere>fagere, ruke>ruge);
- A Orosei rimane l’arcaicismo isula  invece di insula/iscla

Le varianti di sardo nuorese e baroniese costituiscono comunque le parlate che presentano maggiori similitudini sia al volgare latino che all'antica lingua sarda medioevale dei condaghes. 
Le parlate Bittese, Orunese e Lulese vengono incluse, per la loro arcaicità, fra i dialetti-relitto da Max Leopold Wagner.  
Secondo Massimo Pittau tra le due il baroniese della valle del Cedrino in particolare è il più conservativo di tutti, molto vicino al latino.

### Barbaricino
Il barbaricino parlato nella Barbagia di Ollolai (Ollolai, Olzai, Fonni, Ovodda, Mamoiada, Lodine, Gavoi), a Orgosolo e Oliena, costituisce il gruppo più isolato e presenta i tipici "colpi di glottide" /ʔ/ in sostituzione del -k- (hazente, helu, hane, hussu,  'ohu , honnoshere, bohe, pahu, hitho, inohe, soha, issohadore), con una spiccata elisione della consonante iniziale f e un'accentuata tendenza alla metatesi
(firmu>frimmu, ispicru>ispriccu/isprihu), la conservazione della -v in alcune zone (vohe, vinti, nivare, bellu>vellu) e del -th- (puthu, pratha, petha, thiu, therahu, thuharu, hitho, thinthula) e -kr->-gr- (gruhe); la struttura grammaticale è particolarmente arcaica (accoppiamento dei pronomi personali in liu per "glielo", anziché  bi lu, utilizzato nella sua accezione arcaica come rafforzativo e non come particella pronominale); sopravvivenza del congiuntivo latino, della prima persona latina (deo>eo/ego) delle forme arcaiche del perfetto (caratteristica condivisa con i dialetti del Guilcer, della Planargia e del Barigadu) (deo fipo>ego/eo 'ipo/'ipi/'usto/'upo, tue fis>tue 'ustis; a Oliena e Ovodda permane la forma arcaica fuisti corretto come isti/fuisti e 'usti/fusti, nois fimus>nois 'umis/'umos/'imus/'imos); questa regione, assieme alla Bassa Baronia e all'area attorno al Monte Albo, presenta il più elevato numero di parole e toponimi di origine prelatina (ammagare per "svenire dal caldo", godospo per "pane d'orzo", ospile per "rifugio di frasche", picurinu per "asinello", sea per "occupazione", edu per "gruppo di bambini", nihele/tanihele per "oggetto"). In un periodo precedente di questo gruppo faceva parte anche la parlata di Seuna e di Sant'Onofrio a Nuoro, escludendo la caratteristica del colpo di glottide, per altro maturata in seguito a un'ipercorrezione dal sardo medioevale, fattore su cui alcuni studiosi son poco convinti, preferendo considerare l'occlusiva glottale sorda, come quella sonora tipica di Dorgali, Lollove, Urzulei e Ovodda, come un prodotto di una parziale influenza da parte del barbaricino meridionale e dell'alto campidanese, la quale si può notare anche data l'esistenza di alcuni termini del sardo meridionale (ruviu/urruviu per rosso, camp. rubiu/arrubiu; burrumballa/burrumbaglia per “segatura”/" bordello"). A Ovodda, /f/ iniziale viene aspirata in [h] (ad es.: frores pron. [ˈhrɔɾɛz(ɛ)] "fiori"). A Orgosolo si presentano fenomeni particolarmente caratteristici, come la sostituzione, nei casi in cui sia presente l'occlusiva, della consonante r con la l (chiesa: cresia>ehlesia; chiave: crai>ahlai; qualcuno: calicunu/calihunu>alhiunu; occhio: ocru>ohlu; Santu Marcu>Santu Malhu), e la mutazione, tra l'altro comune con molti altri paesi barbaricini, della vocale paragogica in -i: sunu>suni; cras/crasa>crasi. A Oliena il fenomeno della vocale epitetica scompare quasi in tutte le parole, preferendo un'ipercorrezione dei termini (ahere>'aher; narrere>narrer), si nota la presenza di due -s (tz/ss>/š/ś, più dura della -sc italiana; passentzia>pašeša; pensare/pessare>peśśare; iskire/ishire>išhire), delle forme latine LJ>GL (caratteristica in comune con Bitti), oppure della permanenza della forma -LJ (tripaliare>trabagliare, muntonarju>muntonagliu, herjo>heglio), di -c e -g (presente anche a Fonni) al posto di -z (ozu>oĝiu; sizìre>siĝìre; tenzo>tenĝio; a Oliena, data la vicinanza con Nuoro, Orgosolo e i paesi della Baronia, la pronuncia delle suddette lettere vira più verso [ž] o [dz]); inoltre si nota la persistenza di terminologie di matrice medievale, forse anche per la vicinanza con la Baronia e il Nuorese, non soppiantate da italianismi, particolare presente, in alcuni casi, anche negli altri paesi barbaricini e nuoresi, come harthu per scarpa, nonnu per padrino. Non bisogna scordare comunque che, malgrado i rapporti fra montagna e costa siano sempre stati "tesi", le parlate Baroniese a Barbaricina settentrionale possono essere considerate sorelle, vestigia di ciò che prima era la lingua sarda medievale nel nord e nel centro dell'isola, le più arcaiche e vicine al latino parlato.

## Esempi

### Verbo essere, indicativo presente
| io sono        | deo/jeo/eo/ego soe         |
| tu sei         | tue ses                    |
| egli/ella è    | issu-isse/issa est         |
| noi siamo      | nois semus/semos           |
| voi siete      | bois sezis/sezes           |
| essi/esse sono | issos/issas sunt/sunu/suni |

### Verbo avere, indicativo presente
| io ho           | deo/jeo/eo/ego juco (anche tenzo)     |
| tu hai          | tue juches (anche tenes)              |
| egli/ella ha    | issu/issa juchet (anche tenet)        |
| noi abbiamo     | nois juchimus (anche tenimus/tenemus) |
| voi avete       | bois juchides (anche tenides/tenies)  |
| essi/esse hanno | issos/issas juchent (anche tenent)    |

### Numeri cardinali
| 1         | unu                                       |
| 2         | duos                                      |
| 3         | tres                                      |
| 4         | battor                                    |
| 5         | chimbe                                    |
| 6         | ses                                       |
| 7         | sete                                      |
| 8         | otto                                      |
| 9         | noe/nove                                  |
| 10        | deghe/deche                               |
| 11        | undighi/undichi                           |
| 12        | doighi/doichi/dodichi/dochi/doghi         |
| 13        | treighi/treichi/tredichi/trechi/treghi    |
| 14        | battordighi/battordichi                   |
| 15        | bindighi/bindichi                         |
| 16        | seighi/seichi/sedichi/sechi/seghi         |
| 17        | deghesete/dechesette                      |
| 18        | degheoto/decheotto                        |
| 19        | deghennoe/dechennove/deghennove           |
| 20        | binti/vinti                               |
| 21        | bintunu                                   |
| 22        | bintiduos                                 |
| 30        | trinta                                    |
| 40        | baranta                                   |
| 50        | chimbanta                                 |
| 60        | sessanta                                  |
| 70        | setanta                                   |
| 80        | otanta                                    |
| 90        | noranta/novanta                           |
| 100       | chentu                                    |
| 101       | chentu e unu                              |
| 102       | chentu e duos                             |
| 200       | dughentos/duchentos/duoschentos           |
| 300       | treghentos/trechentos/treschentos         |
| 400       | batorchentos/battoschentos                |
| 500       | chimbeghentos/chimbechentos/chimbichentos |
| 600       | seighentos/seichentos/seschentos          |
| 700       | setteghentos/settechentos/settichentos    |
| 800       | ottoghentos/ottochentos/ottichentos       |
| 900       | noeghentos/novichentos                    |
| 1.000     | milli                                     |
| 2.000     | duamiza                                   |
| 3.000     | tremiza                                   |
| 4.000     | batomiza/batormiza                        |
| 5.000     | chimbemiza                                |
| 6.000     | seimiza                                   |
| 7.000     | settemiza                                 |
| 8.000     | ottomiza                                  |
| 9.000     | noemiza/novemiza                          |
| 10.000    | deghemiza/dechemiza                       |
| 1.000.000 | unu milione                               |

## Alcune regole di fonosintassi
Una delle principali complicanze, sia per chi si approcci a tale variante linguistica sia per chi, pur sapendola parlare, non la sa scrivere, è la differenza fra scritto (qualora si voglia seguire un'unica forma grafica) e parlato data da specifiche regole che mutano il suono all'inizio o alla fine di una parola, a seconda di quello presente nella parola precedente o successiva. Per tale ragione è importante menzionarne almeno qualcuna in questa voce.

### Sistema vocalico
Vale quanto detto nella voce principale.

### Sistema consonantico

#### Incontro di consonanti fra due parole (sandhi)
- S <> B = L / R <> B; es. sos benes (pron. sol benese / sor benese)
- S <> D = L / R <> D; es. sos durches (pron. sol durchese / sor durchese)
- S <> F = L / R <> F; es. sos fiores, frores (pron. sol fiorese / sor frorese / sos fiorese )
- S <> G = L / R <> G; es. sos gustos (pron. sol gustoso / sor gustoso)
- S <> V = L / R <> V; es. sos ventos (pron. sol ventoso / sor ventoso)
- S <> L = L <> L; es. sas lacrimas (pron. sal lacrimasa)
- S <> R = R <> R; es. sas rosas (pron. sar rosasa)
- S <> N = L / R <> N; es. sas nughes (pron. sar nughese / sal nughese) , sos nugoresos (pron. sor nugoresoso / sol nugoresoso)
- S <> C = inv. ; es. sos canes (pron. sos canese), narrer cosa (pron. narres cosa)
- S <> P = inv. ; es. sos panes (pron. sos panese)
- S <> T = inv. ; es. sas turtas (pron. sas turtasa)

Tali regole di fonosintassi mutano il suono all'inizio o alla fine di una parola a seconda del suono presente nella parola precedente o successiva.
EST (pres. 3° p.s. del verbo essere) si pronunzia diversamente in quattro modi a seconda della sua posizione nella frase.
- EST + vocale = EST; es. est issu (pron. est issu)
- EST + consonante (eccetto C, P, T, S) = EL / ER; es. est minore (pron. el minore), est nieddu (el nieddu), est bellu (pron. el bellu / er bellu)
- EST + consonante C, T, P, S = ES; es. est pacu (pron. es pacu)
- EST prima di una pausa, o in fine di discorso = ESTE; es. issu est (pron. issu este)